# Huis van Samenkomst (Swaziland)
Het Huis van Samenkomst (Engels: House of Assembly) is het lagerhuis van het parlement van Swaziland en telt (2023) 70 leden. Van hen worden er 55 gekozen via een districtenstelsel waarbij de kiesdistricten samenvallen met de traditionele stammengemeenschappen, de tinkhundla. De verkiezingen vinden plaats in twee ronden; een voorselectie waarin de drie kandidaten die de meeste stemmen krijgen doorgaan naar de tweede, finale ronde. Alleen bij de tweede ronde vindt plaats op basis van algemeen kiesrecht, tijdens de voorselectie mogen alleen stamoudsten tijdens een geheime stemming een stem uitbrengen. De overige 10 leden worden door de koning van het land benoemd. Verkiezingen vinden om de vijf jaar plaats.
De koning heeft in Swaziland uitgebreide bevoegdheden en hij kan het parlement naar eigen goedkeuren ontbinden. Ook bezit de koning vetorecht en kan elk wetsvoorstel van het parlement torpederen of terzijde schuiven.
Swaziland kent sinds 1973 een verbod op politieke partijen en alle leden van het Huis van Samenkomst zijn derhalve partijloos. Het hogerhuis van het parlement is de Senaat (Senate). De wetgevende macht is in Eswatini gevestigd in Lobamba, de uitvoerende macht zetelt in Mbabane.
Sinds oktober 2023 - na de meest recente verkiezingen - werd Jabulani Mabuza gekozen tot voorzitter van het Huis van Samenkomst.

## Zetelverdeling

Zetelverdeling na de verkiezingen van 2023